# Samsung Galaxy A5 (2017)
Samsung Galaxy A5 (2017) je smartphone s operačním systémem Android, vyráběný společností Samsung Electronics. Byl představen 2. ledna 2017 spolu se Samsungem Galaxy A3 (2017) a Samsungem Galaxy A7 (2017). Šlo o první představení nového produktu společnosti Samsung od ukončení prodeje Galaxy Note 7 v říjnu 2016.

## Parametry

### Hardware
Samsung Galaxy A5 (2017) disponuje technologií Exynos 7880 SoC, která se skládá z osmi procesorů ARM Cortex-A53 podporující GPU Mali-T830, 3 GB RAM a 32 GB interního úložiště, které lze rozšířit na 256 GB prostřednictvím slotu MicroSD, který lze použít i pro druhý Nano-SIM. Zařízení obsahuje nevyjímatelnou baterii, jako jeho předchůdce, s kapacitou 3000mAh a možností rychlonabíjení. Jeho další funkce, které jsou podobné vlajkovým lodím roku 2016, zahrnují voděodolnost (stupeň krytí IP68), Always On Display a 3D sklo s Gorilla Glass 4. Nový "Always On Display" funkce zobrazuje hodiny, kalendář a notifikace, když je zařízení v úsporném režimu.

### Software
Smartphone běží na operačním systému Android 6.0.1 Marshmallow s rozhraním Grace UX (poslední verze Android 8.0.0 Oreo při ukončení prodeje).

## Dostupnost
Po jeho uvedení oznámila společnost Samsung, že prodají až 20 milionů těchto smartphonů v západní a východní Evropě, Africe, Asii a Latinské Americe. Na rozdíl od svých předchůdců nebude Samsung Galaxy A5 (2017) uveden ve Spojených státech. Samsung Galaxy A5 (2017) se však, na rozdíl od vydání v roce 2016, bude prodávat v Kanadě.